# بيتر تيلي
بيتر تيلي (بالإنجليزية: Peter Tilley)‏ هو لاعب كرة قدم بريطاني، ولد في 13 يناير 1930 في لورغان ‏ في المملكة المتحدة، وتوفي في 11 أغسطس 2008. لعب مع نادي أرسنال ونادي بوري ونادي هاليفاكس تاون ونادي ويتون ألبيون.